# Заступник коменданта Берегової охорони США
Заступник коменданта Берегової охорони США або віцекомендант Берегової охорони США (англ. Vice Commandant of the Coast Guard) — друга в ієрархії Берегової охорони США військова посадова особа в ранзі чотиризіркового адмірала, яка є головним та безпосереднім заступником коменданта Берегової охорони у Департаменті національної безпеки США.

## Список заступників коменданта Берегової охорони
| №  | Заступник коменданта                               | Фото | Початок повноважень | Закінчення повноважень | Прим.                                            |
| -- | -------------------------------------------------- | ---- | ------------------- | ---------------------- | ------------------------------------------------ |
| 1  | кептен Бенджамін Чісвел (1875—1942)                |      | 1929                | 1931                   |                                                  |
| 2  | контрадмірал Леон Ковелл (1877—1960)               |      | 1931                | 1941                   |                                                  |
| 3  | контрадмірал Ллойд Чалкер (1883—1981)              |      | 1941                | 1946                   |                                                  |
| 4  | віцеадмірал Мерлін О'Нілл (1898—1981)              |      | 1946                | 1949                   | 10-й Комендант Берегової охорони США (1950—1954) |
| 5  | контрадмірал Альфред Керролл Річмонд (1902—1984)   |      | 1949                | 1954                   | 11-й Комендант Берегової охорони США (1954—1962) |
| 6  | віцеадмірал Джеймс Гіршфілд (1902—1993)            |      | 1954                | 1962                   |                                                  |
| 7  | віцеадмірал Едвін Джон Роланд (1905—1985)          |      | 1962                | 1962                   | 12-й Комендант Берегової охорони США (1962—1966) |
| 8  | віцеадмірал Дональд МакГрегор Моррісон (1906—1989) |      | 1962                | 1964                   |                                                  |
| 9  | віцеадмірал Вільям Девіс Шилдс (1907—1989)         |      | 1964                | 1966                   |                                                  |
| 10 | віцеадмірал Пол Трімбл (1913—2005)                 |      | 1966                | 1970                   |                                                  |
| 11 | віцеадмірал Томас Сарджент III (1914—2010)         |      | 1970                | 1974                   |                                                  |
| 12 | віцеадмірал Елліс Перрі (1919—2002)                |      | 1974                | 1978                   |                                                  |
| 13 | віцеадмірал Роберт Скарборо (1923—2020)            |      | 1978                | 1982                   |                                                  |
| 14 | віцеадмірал Бенедикт Стайбл (1927—2014)            |      | 1982                | 1986                   |                                                  |
| 15 | віцеадмірал Джеймс Кларенс Ірвін (1929—2018)       |      | 1986                | 1988                   |                                                  |
| 16 | віцеадмірал Клайд Ласк (1932—2014)                 |      | 1988                | 1990                   |                                                  |
| 17 | віцеадмірал Мартін Даніель (нар.1935)              |      | 1990                | 1992                   |                                                  |
| 18 | віцеадмірал Роберт Теодор Нельсон (нар.1936)       |      | 1992                | 1994                   |                                                  |
| 19 | віцеадмірал Артур Генн (1940—2001)                 |      | 1994                | 1996                   |                                                  |
| 20 | віцеадмірал Річард Герр (нар.1941)                 |      | 1996                | 1998                   |                                                  |
| 21 | віцеадмірал Джеймс Кард (нар.1942)                 |      | 1998                | 2000                   |                                                  |
| 22 | віцеадмірал Томас Коллінз (нар.1946)               |      | 2000                | 2002                   | 22-й Комендант Берегової охорони США (2002—2006) |
| 23 | віцеадмірал Томас Барретт (нар.1947)               |      | 2002                | 2004                   |                                                  |
| 24 | віцеадмірал Террі Кросс (нар.1947)                 |      | 2004                | 2006                   |                                                  |
| 25 | віцеадмірал Вів'єн Креа (нар.1952)                 |      | 2006                | 2009                   |                                                  |
| 26 | віцеадмірал Девід Пекоске (нар.1955)               |      | 2009                | 2010                   |                                                  |
| 27 | віцеадмірал Саллі Бріс-О'Хара (нар.1953)           |      | 2010                | 2012                   |                                                  |
| 28 | віцеадмірал Джон Каррієр (1951—2020)               |      | 2012                | 2014                   |                                                  |
| 29 | віцеадмірал Пітер Неффенгер (нар.1955)             |      | 2014                | 2015                   |                                                  |
| 30 | адмірал Чарльз Девід Мішель (нар.1963)             |      | 2015                | 2018                   |                                                  |
| 31 | адмірал Чарльз Рей (нар.?)                         |      | 2018                | 2021                   |                                                  |
| 32 | адмірал Лінда Лі Фаган (нар.1963)                  |      | 2021                | 2022                   | 27-й Комендант Берегової охорони США (з 2022)    |
| 33 | адмірал Стівен Поулін (нар.1962)                   |      | 2022                | по т.ч.                |                                                  |